# شرق فريزيا
شرق فريزيا أو فريزلاند الشرقية (بالألمانية Ostfriesland؛ الساكسونية الدنيا الشرق فريزية: Oostfreesland) هي المنطقة الساحلية في شمال غرب الولاية الفيدرالية الألمانية من ساكسونيا السفلى.
فهي الجزء الأوسط من فريزيا بين غرب فريزيا في هولندا وشمال فريزيا في شليسفيغ هولشتاين.

## معرض صور

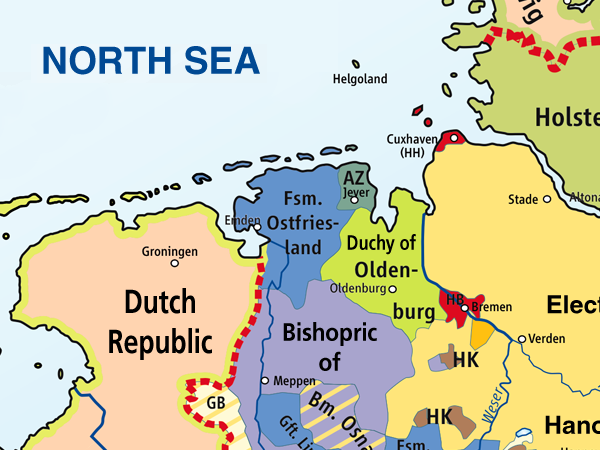
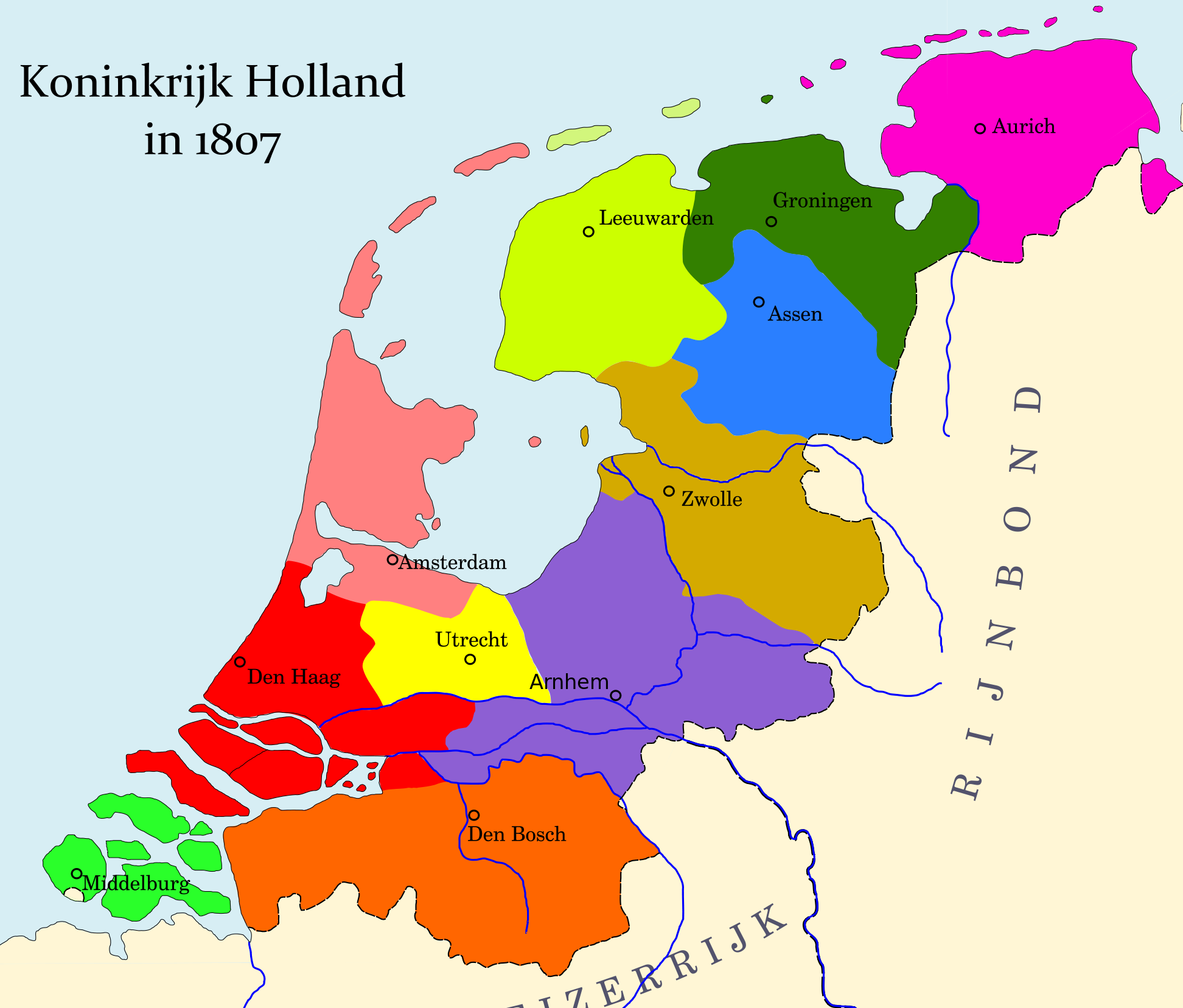
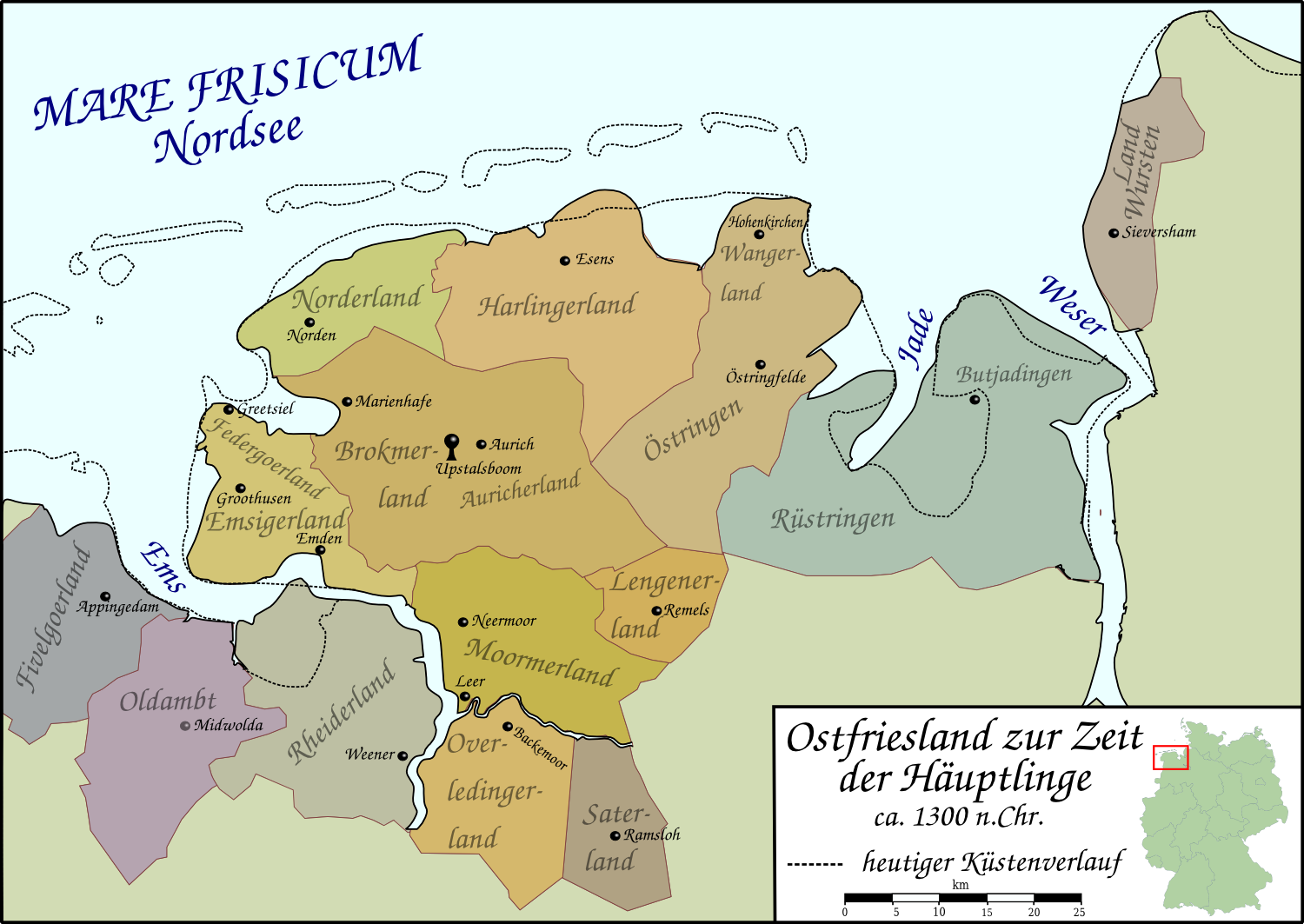

## أعلام
- ديتريش ك. سميث
- فرديناند كيتل